# Johann Meixner
Johann Meixner (3. ledna 1812 Červený Potok – 23. srpna 1872 Bad Gleichenberg) byl v Čechách narozený rakouský sochař a řezbář.

## Život
Narodil se v obci Červený Potok v rodině chudého chalupníka Franze Meixnera a jeho ženy Terezie roz. Klosové. Zprvu navštěvoval vesnickou školu, kterou absolvoval ve svých 13 letech a následně se během následujících čtyřech letech vyučil u výrobce hraček, kde později vyřezával obrazy svatých. V roce 1836 odešel do Vídně, kde do roku 1840 vyřezával pouze rámy, poté byl poslán do armády, ale v roce 1841 byl propuštěn. Jeho velký sochařský talent rozpoznal významný rakouský sochař Johann Nepomuk Schaller a ještě téhož roku nastoupil ke studiu na vídeňskou Akademii výtvarných umění, kde setrval až do roku 1845. V roce 1846 odešel do Říma, kde v letech 1847/1848 a 1854/1855 studoval na Accademia di Belle Arti di Roma, postupně u prof. Friedricha Overbecka a Pietra Teneriniho. Mezi tím Meixner odešel v červnu roku 1848 na velitelství polního maršála Radeckého a následně zde i vymodeloval jeho bustu. V roce 1851 se oženil s dcerou rakouského lékaře Eleonorou Hartungovou a dále pokračoval ve svém díle po celém tehdejším Rakousku a i okolních státech.
Johann Meixner zemřel v srpnu roku 1872 během pobytu v Bad Gleichenbergu na souchotiny.

## Dílo (výběr)
V rané tvorbě křesťanských námětů se jeho římské školení projevilo příklonem k nazaernismu po vzoru Overbecka a Petra von Cornelia. V jeho dalších dílech vidíme přechod mezi pozdním klasicismem a historismem, jaký lze nalézt na sochách z fasád paláců na vídeňské Ringstraße.  Patřil k zakladatelům vídeňského Domu umělců (Künstlerhausu), na jehož prodejních výstavách se jeho díla objevovala pravidelně.
- Busta polního maršála Radeckého (1848), model vytvořil při návštěvě u Radeckého v Miláně
- 1850 dva nazarénské reliéfy Vjezd Krista do Jeruzaléma, Nechte maličkých přijíti ke mně karrarský mramor,- pro katedrálu v Ostřihomi
- 1851 mramorové sochy sv. Štěpána a Ladislava pro baziliku v  Ostřihomi , dále sochu Spasitele (Salvator Mundi), vše na objednávku kardinála z Kalocsy
- 1857 Busta hudebního skladatele Franze Liszta  pro Künstlerverein ve Vídni
- 1857 Busta básníka Friedricha Schillera pro Künstlerverein ve Vídni
- 1865 portrétní socha generála Jana z Aldringenu, karrarský mramor, v životní velikosti; hala vojevůdců Vojenské historické muzeum (Vídeň)
- 1865 6 soch světců na průčelí farního kostela Narození Panny Marie ve Vídni–Hietzingu, spoluautor Andreas Halbig
- 1865-1869 Alegorické sousoší Danubius a Vindobona (Spojení řeky Dunaje a města Vídně) na Albrechtově kašně (Albrechtsbrunnen) před galerií Albertina, pod terasou bastionu, obklopeno v nikách alegorickými sochami řek monarchie (Enns, Morava, Mura, Raab, Salzach, Traun, Dráva)[3]; Albertinaplatz, Vídeň
- Bronzový pomník císaře Maxmiliána Mexického ve Vídni–Hietzingu Am Platz (v parku před kostelem).
- 1869-1870 Pomník Salomona Mayera von Rothschilda, (mramor), z vestibulu nádraží ve Frankfurtu nad Mohanem, nyní Technické muzeum Vídeň[4]
- 1869 Bronzová socha básníka Friedricha Schillera podle skici z roku 1860; villa K. Schwarze, Salzburg[5]
- Mnoho dalších soch, reliéfů i náhrobků v tehdejším Rakousku, a Itálii, zejména v Miláně.

## Galerie

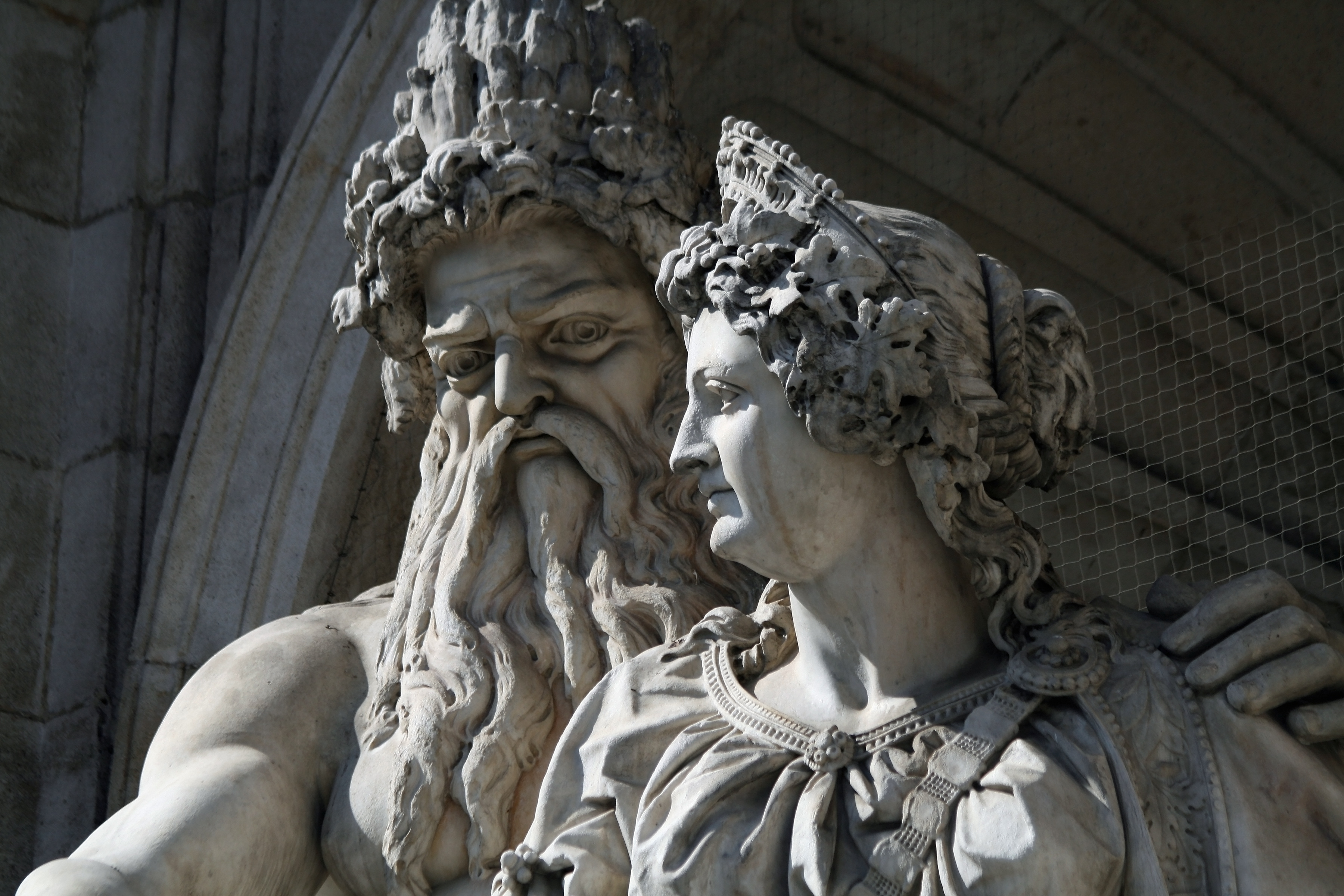
Danubius a Vindobona
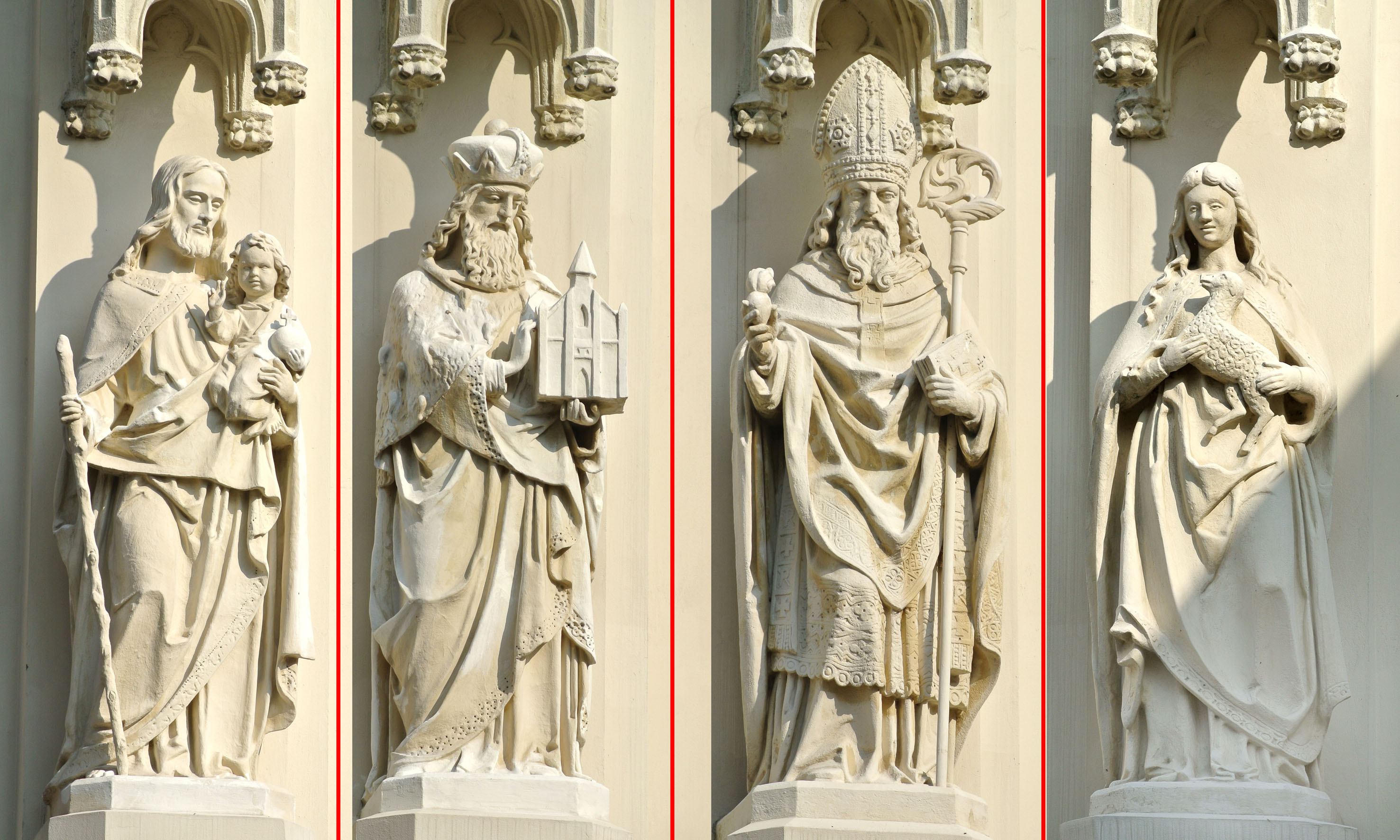
Sochy z kostela v Hietzingu, spoluautor Andreas Halbig
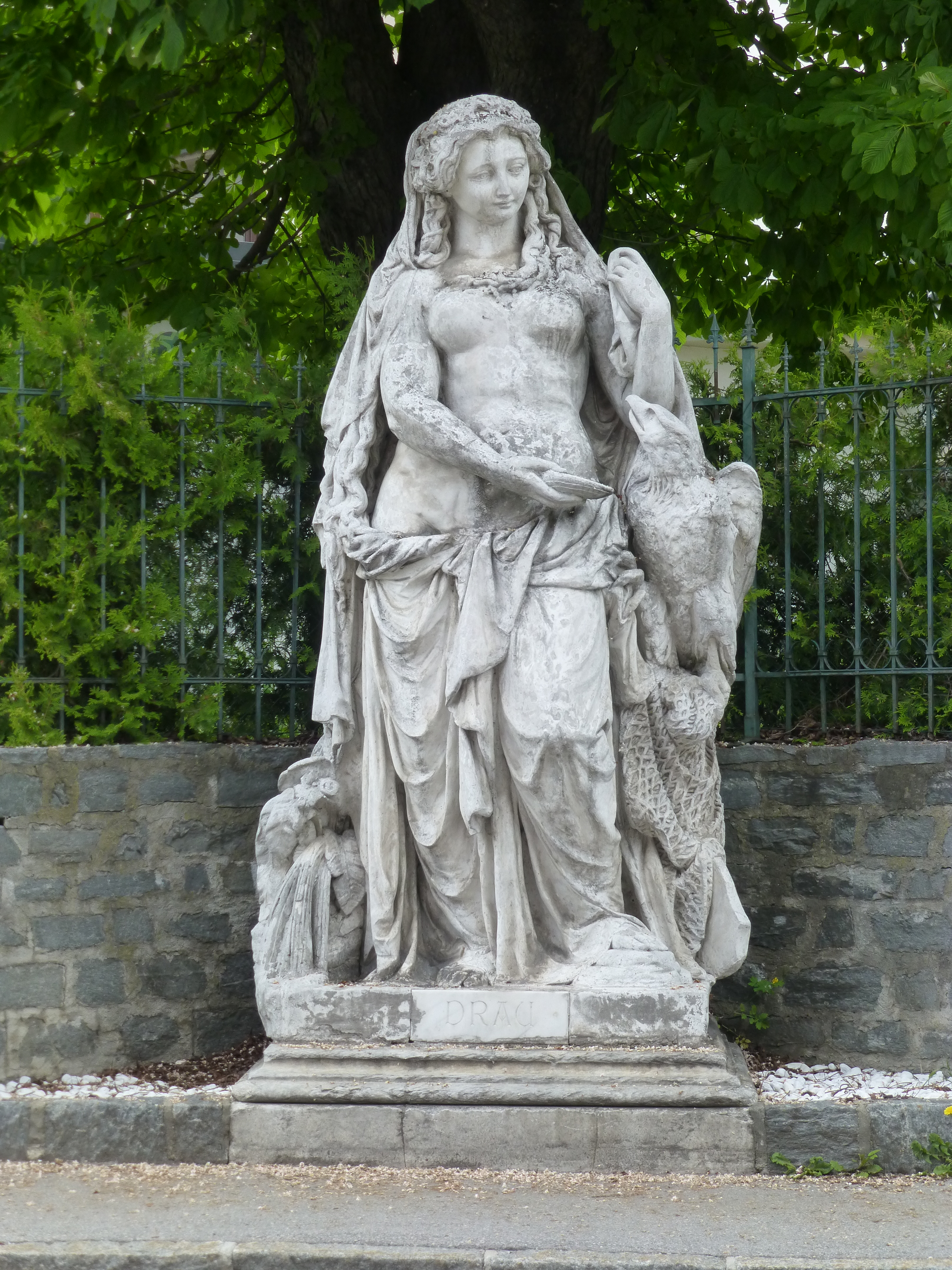
Dráva, památník v Greifenburgu
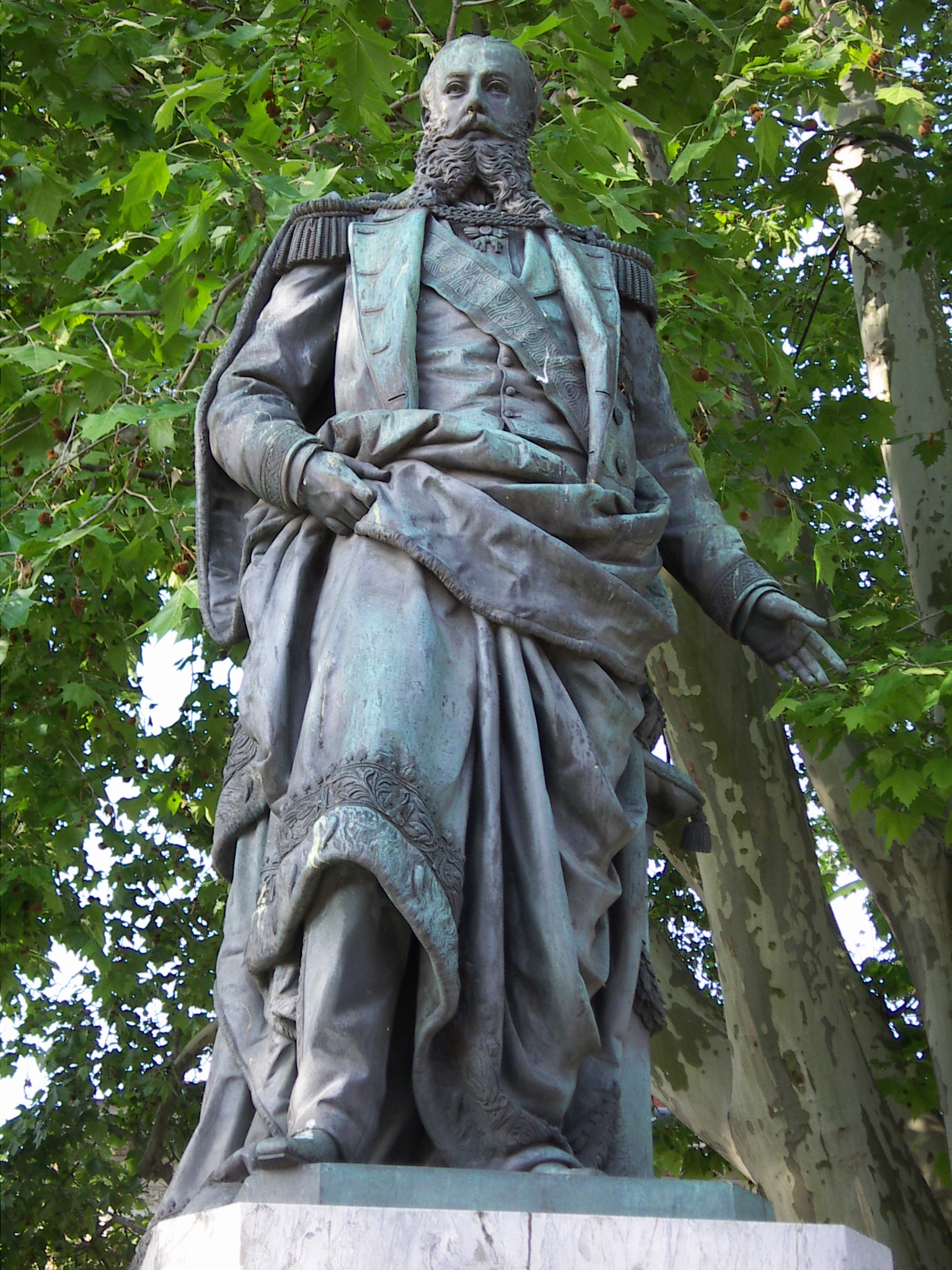
Pomník císaře Maxmiliána
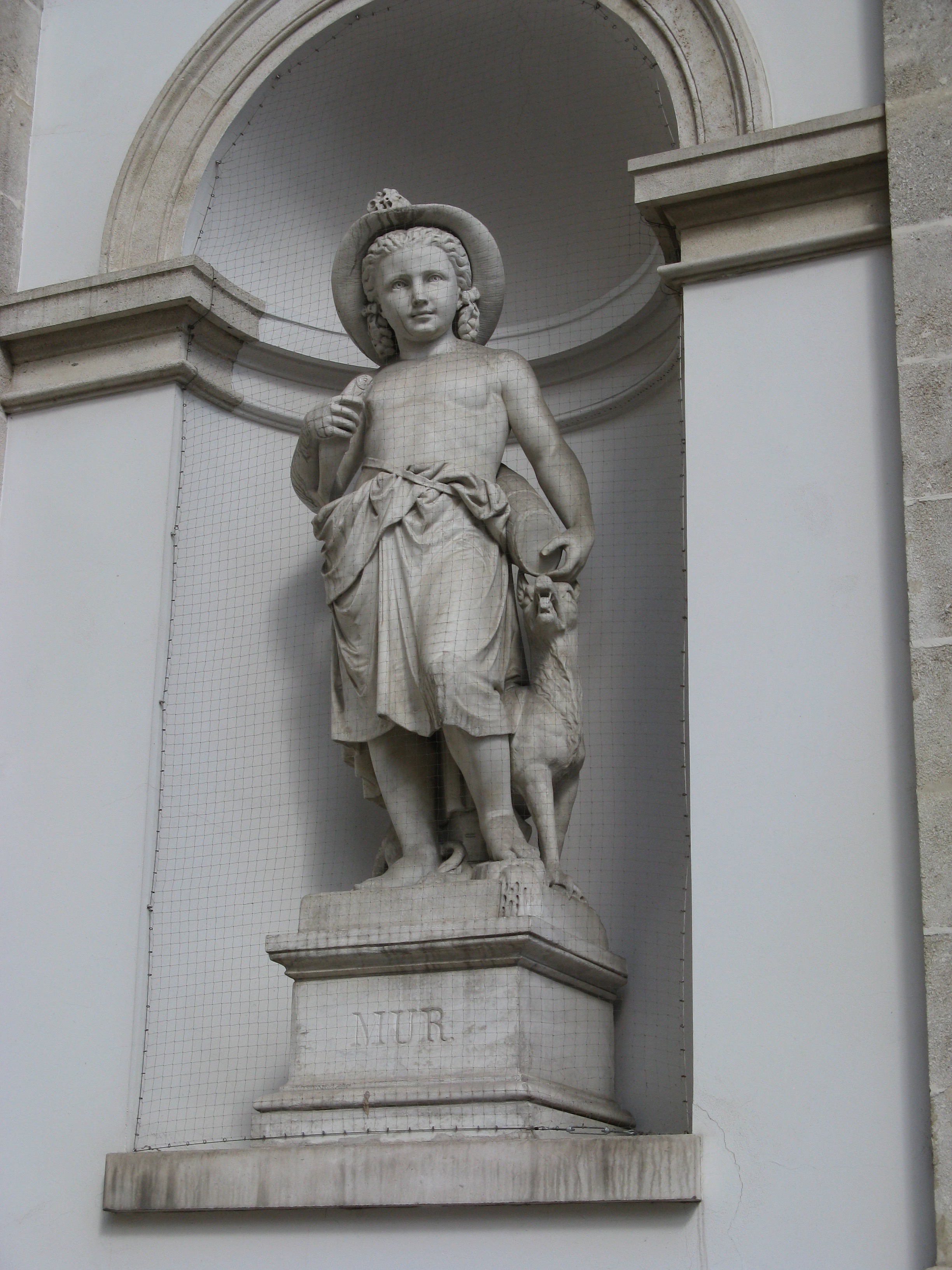
Alegorie řeky Mura
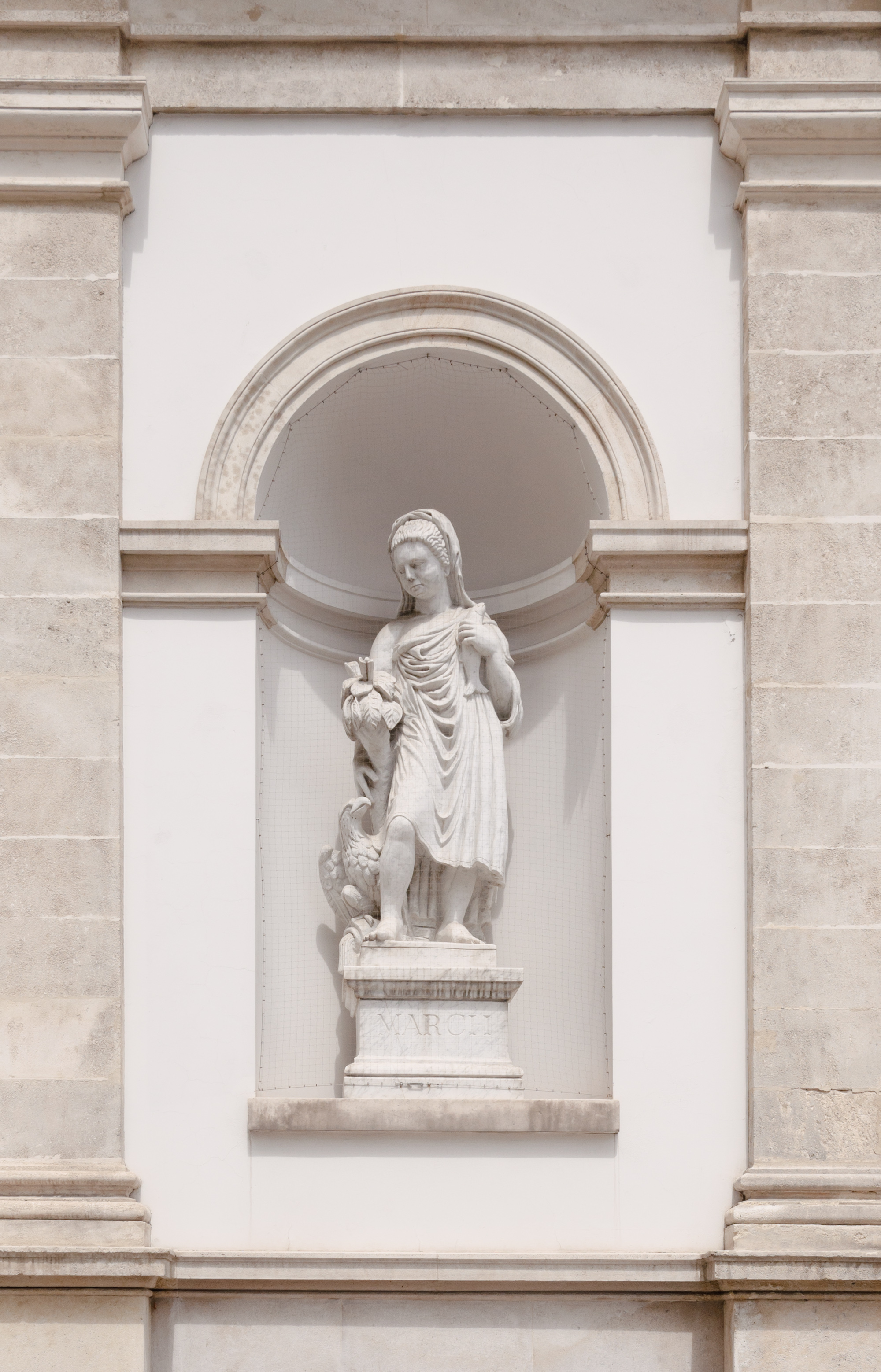
Alegorie řeky Morava
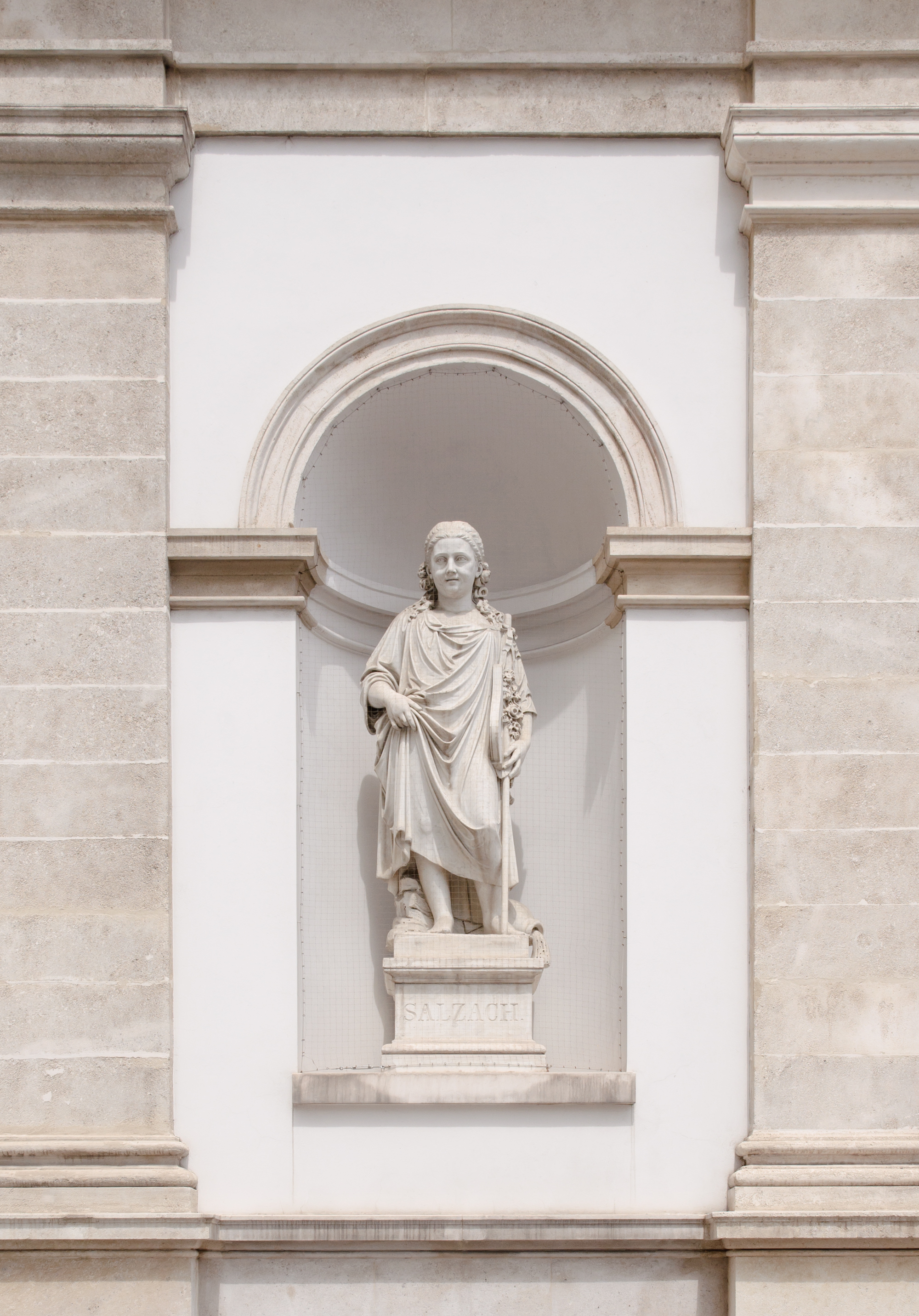
Alegorie řeky Salzach
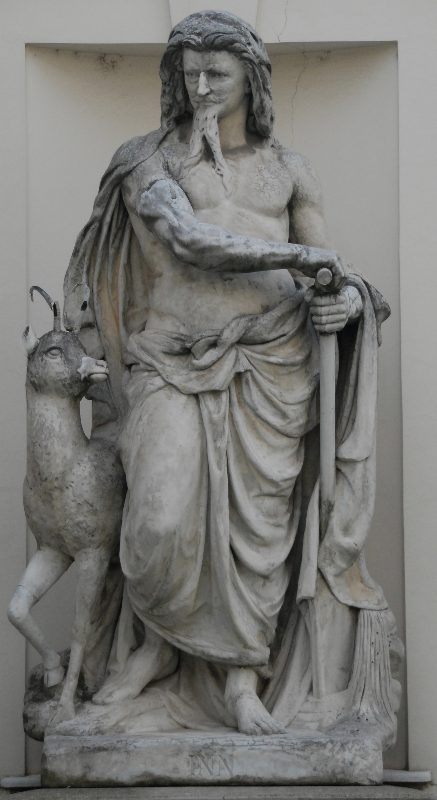
Alegorie řeky Inn